# Анссі Меламется
Анссі Іларі Меламется (фін. Anssi Ilari Melametsä; народився 21 червня 1961 у м. Ювяскюля, Фінляндія) — фінський хокеїст, центральний нападник.
Виступав за «Пітерборо Пітс» (ОХА), «Йокеріт» (Гельсінкі), ГІФК (Гельсінкі), «Шербрук Канадієнс» (АХЛ), «Вінніпег Джетс», «Тім Боро», «КооКоо» (Коувола). 
У складі національної збірної Фінляндії учасник зимових Олімпійських ігор 1984, учасник чемпіонатів світу 1983 і 1985. У складі молодіжної збірної Фінляндії учасник чемпіонатів світу 1980 і 1981. 
Чемпіон Фінляндії (1983). Володар Меморіального кубку (1979).